# Dale Murphy
Dale Bryan Murphy (ur. 12 marca 1956) – amerykański baseballista, który występował na pozycji środkowo i prawozapolowego przez 18 sezonów w Major League Baseball.
5 czerwca 1974 został wybrany w 1. rundzie draftu z numerem piątym przez Atlanta Braves. Zawodową karierę rozpoczął w klubach farmerskich Atlanta Braves. W MLB zadebiutował 13 września 1976 w meczu przeciwko Los Angeles Dodgers. W sezonach 1976 i 1977 oraz na początku 1978 był łapaczem i zagrał w 58 meczach na tej pozycji. Występował również w Richmond Braves, zespole z NAPBL, gdzie w 1977 roku został wybrany najlepszym debiutantem w International League.
W 1978 i 1979 grał głównie na pierwszej bazie, a od 1980 roku występował na pozycji zapolowego. Został najmłodszym baseballistą, który otrzymał nagrodę MVP National League dwa razy z rzędu. W 1982 był najlepszy w klasyfikacji zaliczonych RBI (109), a rok później w klasyfikacji zaliczonych RBI (121) i w slugging percentage (0,540) w National League; został także członkiem Klubu 30–30, zdobywając 36 home runów i 30 skradzionych baz. W sezonach 1984 i 1985 zwyciężył w klasyfikacji zdobytych home runów (odpowiednio 36 i 37). W sierpniu 1990 w ramach wymiany przeszedł do zespołu Philadelphia Phillies, w którym występował do 1992 roku. W sezonie 1993 występował w Colorado Rockies, gdzie zakończył karierę.
| Nagroda/wyróżnienie          | Lata                                     | Źródło      |
| 2× MVP National League       | 1982, 1983                               | [ 4 ]       |
| 7× All-Star                  | 1980, 1982, 1983, 1984, 1985, 1986, 1987 | [ 4 ]       |
| 5× Gold Glove Award          | 1982, 1983, 1984, 1985, 1986             | [ 4 ]       |
| 4× Silver Slugger Award      | 1982, 1983, 1984, 1985                   | [ 4 ]       |
| Lou Gehrig Memorial Award    | 1985                                     | [ 4 ]       |
| Roberto Clemente Award       | 1988                                     | [ 4 ]       |
| # 3 zastrzeżony przez Braves | 1994                                     | [ 4 ] [ 5 ] |